# رينيه شبيتس
رينيه شبيتس (بالألمانية: René Spitz )‏ (و. 1887 – 1974 م) هو طبيب نفسي، ومحلل نفسي من النمسا، والولايات المتحدة، ولد في فيينا، توفي في دنفر، عن عمر يناهز 87 عاماً.

## روابط خارجية
- رينيه شبيتس على موقع الموسوعة البريطانية (الإنجليزية)